# Holy Grail
Holy Grail (engl. ‚Heiliger Gral‘) ist eine US-amerikanische Heavy-Metal-Band aus Pasadena, Kalifornien.

## Geschichte

### Gründung undCrisis in Utopia(2008 bis 2010)
Die Band wurde im Jahr 2008 gegründet und hieß für eine kurze Zeit Sorcerer (engl. ‚Zauberer‘). James-Paul Luna, James J. LaRue und Tyler Meahl spielten zuvor schon gemeinsam in der Band White Wizzard, die sie im Streit mit Bandgründer Jon Leon verließen. Ein Jahr später veröffentlichte Holy Grail die EP Improper Burial als CD und Schallplatte. Während die Vinyl-Version nur zwei Eigenkompositionen enthält, finden sich auf der CD-Version zusätzlich zwei Coverversionen: Exciter von Judas Priest und Fast as a Shark von Accept. Das Cover dieser Veröffentlichung stammt von Ed Repka. 
Holy Grail spielten ihre ersten Konzerte im Herbst 2009 als Vorgruppe bei Konzerten der Bands Children of Bodom, Enforcer und 3 Inches of Blood. Letztere begleitete die Band auch im November und Dezember auf ihrer US-Tournee. Im April 2010 folgte eine US-Tournee mit Amon Amarth und Eluveitie beziehungsweise Týr. Mit Rise to Remain spielte die Band im Juni ihre ersten Konzerte in Großbritannien, unter anderem auch auf dem Download-Festival. In der Folge unterzeichnete die Band im Juli 2010 einen Plattenvertrag mit Prosthetic Records. 
Im August und September folgten ein Auftritt auf dem Wacken Open Air in Deutschland und die Teilnahme an der March-of-Brutality-Tour durch die USA und Kanada mit Exodus, Malevolent Creation und Bonded by Blood, ehe im Oktober das Debütalbum Crisis in Utopia veröffentlicht wurde. Anna Murphy und Meri Tadic von der Schweizer Band Eluveitie sind auf dem Album mit Gastauftritten vertreten. James J. LaRue verließ die Band Ende 2010 und wurde kurze Zeit später durch den ehemaligen Bonded-by-Blood-Gitarristen Alex Lee ersetzt.

### Seasons BleedingsundRide the Void(seit 2011)
Im Februar 2011 traten Holy Grail im Rahmen der Tour zu dem Album Everything Remains as It Never Was von Eluveitie als Vorband neben 3 Inches of Blood erneut in den USA und Kanada auf, ehe man im März erstmals einige Konzerte in Großbritannien als Headliner absolvierte. Im April und Mai folgten die ersten Headliner-Auftritte in den USA und Kanada, Cauldron waren dort Vorgruppe. Nach einer weiteren Nordamerika-Tournee im Vorprogramm von Toxic Holocaust veröffentlichte die Band im Dezember 2011 ihre zweite EP Seasons Bleedings.
Während des Jahres 2012 spielten Holy Grail auf dem Soundwave-Festival in Australien und dem Festival South by Southwest in Texas. Darüber hinaus tourte die Band im Vorprogramm von Dragonforce und Hellyeah durch Nordamerika. Während des Jahres nahm die Band ihr zweites Studioalbum Ride the Void auf, das am 13. Januar 2013 über Nuclear Blast Records erschien.
2014 begann die Band an einem weiteren Album zu arbeiten. Eli Santana und Tyler Meahl begleiteten zudem die Band Huntress auf deren Tour. Tyler Meahls Bruder Blake spielt in dieser Band. Im Mai 2015 begannen die Studioarbeiten. Anschließend ging die Band zunächst mir Wednesday 13 auf Tour, anschließend begann eine Minitour. Auf dieser Tour spielten sie auch im Vorprogramm von King Diamond, Death Angel und Flotsam and Jetsam. 2015 trat die Band auch in einem Star-Wars-inspirierten Werbespot der Firma Hewlett-Packard Company auf. Anfang 2016 erschien das Lyric Video zu Crystal King sowie ein Musikvideo zu No More Heroes. Danach tourte die Band zusammen mit Marty Friedmann und Black Tusk. Das Album Times of Pride and Peril erschien schließlich am 12. Februar 2016 über Prosthetic Records.

## Stil
Die Wurzeln der Band liegen im Heavy Metal der frühen 1980er-Jahre. Dazu finden sich aber in manchen Liedern auch moderne Elemente des Metalcore, die Band ist daher vergleichbar mit Trivium, 3 Inches of Blood und Sanctity. Die Liedtexte handeln von Tod, Terror und anderen für den Metal typischen Themen.

## Diskografie

### Alben
- 2010: Crisis in Utopia (Prosthetic Records)
- 2013: Ride the Void (Prosthetic Records, Nuclear Blast)
- 2016: Times of Pride and Peril (Prosthetic Records)

### EPs
- 2009: Improper Burial (Eigenveröffentlichung)
- 2011: Seasons Bleedings (Prosthetic Records)

### Musikvideos
- 2010: My Last Attack (Crisis in Utopia, Regie: Shawn Bannon)[5]
- 2016: No More Heroes
- 2016: Crystal King (Lyric Video)